# Антибританські настрої
Антибританські настрої — це упередження, переслідування, дискримінація, страх або ненависть до британського уряду , британського народу чи культури Сполученого Королівства.

## Аргентина
Антибританські настрої в Аргентині виникають в основному з двох причин.
  
Першою і давнішою причиною було втручання британського капіталу та компаній разом із їхнім непропорційним політичним впливом. Цей політичний вплив пов’язаний з місцевою олігархією та її економічною моделлю, заснованою на первинному секторі та сировині.  У свою чергу, це призвело до суперечливих дій з боку аргентинських урядів, таких як Договір Рока-Рансімана та Мадридський договір (1989). 
Другий — суперечка про суверенітет Фолклендських островів і Фолклендська війна 1982 року між Аргентиною та Сполученим Королівством. Через це вибухають анти-британські акції та акти вандалізму.

## Німеччина
Gott strafe England — антибританське гасло, яке використовувалося німецькою армією під час Першої світової війни. Фраза буквально означає «нехай Бог покарає Англію». У 1946 році в Гамбурзі демонстранти «Ausgebombte» ( розбомблені біженці) заспівали цю пісню.

## Індія
В Індії, Пакистані та Бангладеш індійський рух за незалежність заохочував ці настрої, які виникли через опозицію проти британської колоніальної та імперської діяльності в цих країнах, що називається Британським Раджем.

## Іран
Антибританські настрої, іноді описувані як англофобія, були описані як «глибоко вкорінені в іранській культурі» і, як повідомляється, стали все більш поширеними в Ірані. У липні 2009 року радник аятолли Алі Хаменеї назвав Британію «гіршою за Америку» через її нібито втручання у справи Ірану після виборів. У першій половині 20 століття Британська імперія здійснювала політичний вплив на Іран (Персію), щоб контролювати прибутки від Англо-Перської нафтової компанії . Як наслідок, було широко відомо, що британський вплив стояв за поваленням династії Каджарів у 1920-х роках і подальшим піднесенням Рези Шаха Пехлеві, а також успішний державний переворот, який повалив прем'єр-міністра Мохаммада Мосаддека в 1953 році  
  
У понеділок, 9 серпня 2010 року, високопоставлений іранський міністр і перший віце-президент Ірану Мохаммад Реза Рахімі заявив, що британський народ «дурний» і «нелюдяний». Його слова викликали критику з боку британського посла в Ірані Саймона Гасса, а також британських ЗМІ.
  
У листопаді 2011 року парламент Ірану проголосував за погіршення відносин з Великою Британією після того, як Велика Британія запровадила санкції проти Ірану через його ядерну програму. Повідомляється, що політики кричали «Смерть Британії». 29 листопада 2011 року іранські студенти в Тегерані увірвалися в британське посольство, розгромили офіси, розбили вікна, вигукували «Смерть Англії[sic]» і спалили британський прапор.
  
Частина іранських ЗМІ виступала проти відновлення роботи посольства Великої Британії в Тегерані в серпні 2015 року, називаючи Британію «старим лисом» – термін, який популяризував пакистанський письменник Сейєд Ахмад Адіб Пішаварі (народився в Пешаварі 1844, помер у Тегерані 1930) – і звинувачення Великої Британії в провокації протестів проти переобрання Махмуда Ахмадінежада в 2009 році.

## Ірландія
Існує давня традиція антибританських настроїв, особливо антианглійських настроїв з часів англо-нормандського вторгнення в Ірландію, і часто, точніше, англофобії в ірландському націоналізмі. Значною мірою це ґрунтувалося на ворожості, яку відчували переважно католицькі бідняки до англо-ірландської шляхти, яка була переважно англіканською. У після голодній Ірландії антианглійська ворожнеча була прийнята у філософію та основу ірландського націоналістичного руху. На рубежі двадцятого століття рух кельтського відродження пов’язував пошуки культурної та національної ідентичності зі зростанням антиколоніальних і антианглійських настроїв.
  
Почуття антианглійських настроїв посилилося в ірландському націоналізмі під час англо-бурської війни, що призвело до ксенофобії, підкресленої англофобією. У 2011 році спалахнула напруженість і антианглійські чи анти-британські почуття у зв’язку із запланованим державним візитом королеви Єлизавети II, першого британського монарха, який відвідає Ірландію за 100 років. 26 лютого 2011 року група ірландських республіканців провела республіканську демонстрацію в Генеральній прокуратурі Дубліна, а республіканська група Éirígí влаштувала судовий процес і обезголовлення статуї королеви Єлизавети II . Інші протести включали дублінський митар, який вивісив під час свого візиту банер із заявою: «Їй та її родині офіційно заборонено відвідувати цей паб, поки британці займають хоча б один дюйм цього острова, їм ніколи не будуть раді в Ірландії». Після оголошення про смерть королеви Єлизавети II 8 вересня 2022 року з’явилося відео, на якому вболівальники « Шемрок Роверс » скандують «Ліззі в коробці , в коробці, Ліззі в коробці!» на мелодію KC і Sunshine Band « Give It Up » під час матчу групового етапу Ліги конференцій Європи УЄФА в Дубліні поширювалися в соціальних мережах.

## Ізраїль
Відносини між Ізраїлем і Великою Британією загалом вважаються тісними і теплими  і як стратегічне партнерство двох націй. Згідно з опитуванням Всесвітньої служби ВВС у 2014 році, п’ять із десяти ізраїльтян (50%) мають прихильне ставлення до Великої Британії, і лише 6% ізраїльтян мають негативне ставлення до Великої Британії, другий найнижчий відсоток після Японії.
  
Іноді зустрічається і критика. В Ізраїлі антибританські настрої можуть історично походити від британського правління та політики в епоху мандату , а в сучасні часи від уявної анти-ізраїльської позиції британських ЗМІ.   
За переписом 2011 року єврейське населення Сполученого Королівства становило 269 568 осіб. Реагуючи на 609 антисемітських інцидентів у Великій Британії в першій половині 2009 року  і на оголошення численних британських організацій про бойкот Ізраїлю, деякі ізраїльтяни заявили, що Велика Британія є анти-ізраїльською та антисемітською. Відповідно до статті Ейтана Гілбоа, «британські ЗМІ систематично підтримують палестинців і відкрито критикують свої репортажі про Ізраїль та ізраїльську політику. Ліві газети Guardian і Independent регулярно друкують викривальні, анти-ізраїльські редакційні статті, а їхні кореспонденти в Ізраїль подає упереджені, а іноді й неправдиві звіти. Начебто престижна BBC вже давно є резонатором для сурмлення палестинської пропаганди». У 2010 році Рон Брейман, колишній голова правої організації «Професори за сильний Ізраїль», заявив в одній із провідних ізраїльських газет Haaretz, що Сполучене Королівство підняло й озброїло ворогів Ізраїлю в Йорданії та арабських країнах. Легіон і назвав британські ЗМІ анти-ізраїльськими.
Реагуючи на рішення уряду Великої Британії вислати ізраїльського дипломата через те, що Моссад підробив 12 британських паспортів для операції вбивства в 2010 році, колишні члени Національного союзу в парламенті Ізраїлю Майкл Бен-Арі та Ар’є Ельдад звинуватили британський уряд у «анти- семітів» і називав їх «собаками».  

## Іспанія
Антибританські настрої виникли в Іспанії після передачі Гібралтару британцям за Утрехтським договором 1713 року після війни за іспанську спадщину. У серпні 2013 року Іспанія розглядала можливість укласти альянс з Аргентиною щодо статусу Фолклендських островів.

## Сполучені Штати
Президент Томас Джефферсон скаржився на необґрунтовану ворожість до британської держави з боку людей Сполучених Штатів під час наполеонівських воєн, спричинених Війною за незалежність США. 
  
Антитомівський роман «Зічко за око» (написаний анонімно в 1856 році «Леді з Нового Орлеана») заохочував антибританські настрої у відповідь на позитивне сприйняття Великою Британією антирабовласницького роману «Хатина дядька Тома» Гаррієт Бічер-Стоу.
  
Під час Другої світової війни антибританські настрої приймали різні форми. У травні 1942 року, коли умови були дуже проблематичними для британських перспектив, американський журналіст Едвард Р. Марроу приватно провів британському другу аналіз джерел стійких анти-британських настроїв у Сполучених Штатах. Він пояснив це особливо:
частково закоренеле ядро англофобів (ірландці, німці та ізоляціоністи); частково розчарування, викликане війною без перших перемог; частково наша погана поведінка в Сінгапурі; і частково тенденція, спільна для всіх країн у стані війни, звинувачувати своїх союзників у тому, що вони нічого не роблять.
  
Вищі американські військові офіцери часто намагалися, без успіху, протистояти підтримці Рузвельтом Британії. Адмірал флоту Ернест Кінг був відомий своїми поглядами, які вплинули на прийняття ним рішень під час «другого щасливого часу» (у битві за Атлантику). Джозеф Стілвелл, чотиризірковий генерал на театрі Другої світової війни в Китаї, Бірмі та Індії, був ще одним відомим своїми анти-британськими поглядами (наприклад, у своїх щоденниках він писав: «Хлопче, це спалить Лаймі!», коли Митькину нарешті взяли). Цікаво, що він добре порозумівся з британським воєначальником Вільямом Слімом, навіть якийсь час добровільно служив під його керівництвом, а не під керівництвом Джорджа Гіффарда. Слім зазначив, що Стілвелл мав публічну персону, яка відрізнялася від його приватних стосунків.
  
У 21 столітті «Особливі стосунки між Сполученими Штатами та Сполученим Королівством» зазнали критики з боку рекламного директора Стівена А. Грасса, який опублікував «Імперію зла: 101 спосіб, яким Англія зруйнувала світ»  , хоча ця робота частково мовна і є частиною більшого медіа-проекту, започаткованого автором.
  
Фільм Роланда Еммеріха «Патріот» 2000 року викликав суперечки через демонізацію британської армії та неправильне представлення британських військ, зображених як такі, що брали участь у звірствах, таких як підпал церкви з цивільними всередині, у Тринадцяти колоніях під час Американської революції. Далі міська рада Ліверпуля заявила, що у фільмі неправильно представлено британського офіцера Банастра Тарлетона, і попросила вибачень у продюсерів. Інші коментатори зазначали, що подібний інцидент був скоєний німецькими військами під час різанини в Орадур-сюр-Глан під час Другої світової війни, і припустив, що продюсери фільму, можливо, мали, свідомо чи підсвідомо, антибританські плани, змінивши національності та перенісши подію на більш ранній та інший конфлікт , і один заявив, що це було схоже на " кривавий наклеп ».